# Aurebesh
Aurebesh je znaková sada využívající se k zápisu jazyka basic ve fiktivním světě Star Wars. Jeho název je spojením názvů prvních dvou znaků Aurek a Besh (podobně jako "abeceda").

## Výskyt
Aurebesh se poprvé vyskytl v remasterované verzi Hvězdné Války: Epizoda IV: Nová naděje z roku 1977 kde přepisoval do té doby tradiční angličtinou napsaný nápis "Power – Tractor beam 12 (sec. N6)". Od té doby se zjevuje nejen v nové trilogii, ale zejména tvoří tradiční tvář počítačových her s tematikou hvězdných válek. Nejširší využití se mu dostalo pravděpodobně ve hře Star Wars: Knights of the Old Republic, kde byl používán na nápisech dveří hangárů, kantýn a obchodů. Jako designový prvek jej lze spatřit v hlavním menu Star Wars: Jedi Knight: Jedi Academy a na oficiálních stránkách Star Wars: The Old Republic.

## Historie
Obecně dominuje závěr, že Aurebesh vznikl transformací ze znakové sady Rakatanského nekonečného impéria (stejné rasy, která vytvořila Star Forge), které ovládlo galaxii 25 000 let před bitvou o Yavin zobrazené v Epizodě IV. Jeho historie tedy přesahuje i celou starou republiku.